# Bournazel (Tarn)
Bournazel (okzitanisch: Bornasèl) ist eine französische Gemeinde mit 237 Einwohnern (Stand: 1. Januar 2022) im Département Tarn in der Region Okzitanien. Sie gehört zum Arrondissement Albi und zum Kanton Carmaux-2 Vallée du Cérou. Die Einwohner werden Bournazelois genannt.

## Geographie
Bournazel liegt rund 28 Kilometer nordwestlich von Albi. Umgeben wird Bournazel von den Nachbargemeinden Saint-Martin-Laguépie im Norden, Lacapelle-Ségalar im Nordosten, Saint-Marcel-Campes im Süden und Osten, Cordes-sur-Ciel im Süden sowie Mouzieys-Panens im Westen.

## Bevölkerungsentwicklung
| Jahr                      | 1962 | 1968 | 1975 | 1982 | 1990 | 1999 | 2006 | 2013 |
| Einwohner                 | 174  | 155  | 125  | 119  | 134  | 152  | 160  | 180  |
| Quelle: Cassini und INSEE |      |      |      |      |      |      |      |      |

## Sehenswürdigkeiten
- Kirche